# Diffractie

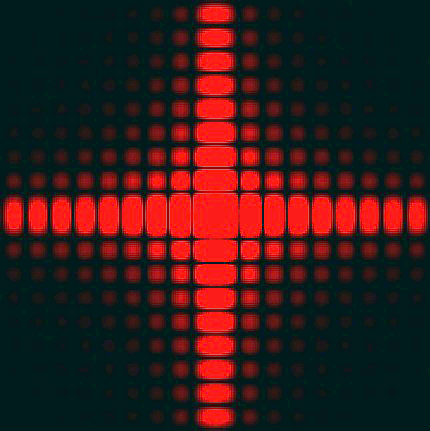
Computersimulatie van het lichtpatroon gemaakt met laserlicht (663 nm, rood) dat op een rechthoekige opening valt van 20 bij 20 micrometer. Het scherm staat 1 meter achter de opening. De grootte van het patroon is 30 bij 30 cm.

Kristaloriëntatie en bijbehorende diffractiepatronen

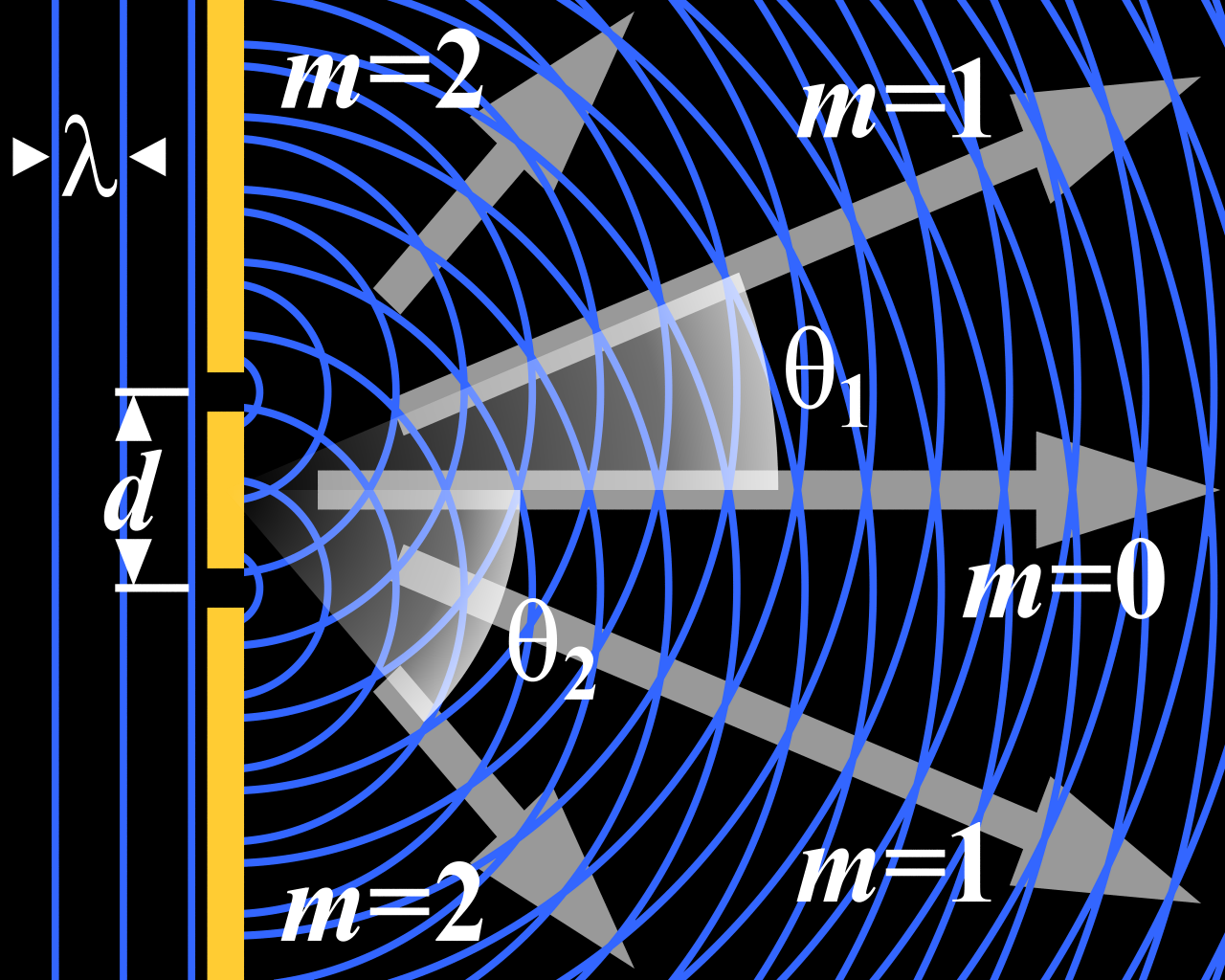
Diffractie van een golf door twee traliespleten. Het licht uit de spleten interfereert en versterkt elkaar in verschillende orden m = 0, 1, 2 die optreden bij verschillende hoeken θ (thèta) van uittredende lichtbundels.

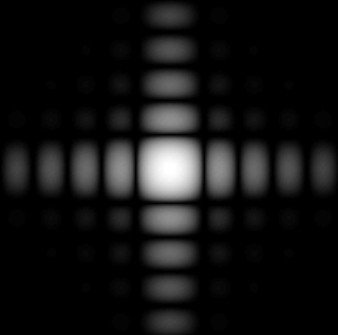
Diffractie door een vierkant gat

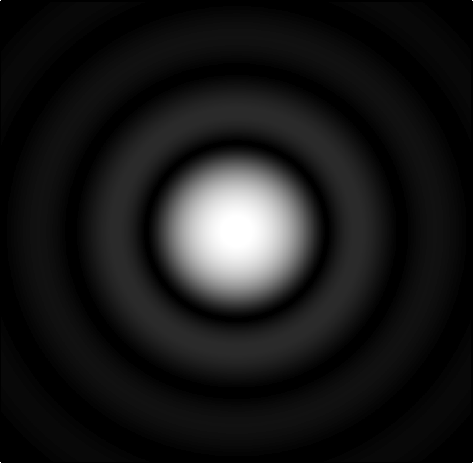
Diffractie door een rond gat geeft een patroon van concentrische ringen

Diffractie is het afbuigen van een golf langs een ondoordringbaar obstakel. Meestal gaat het om de zijdelingse verbreding door interferentie van een golf die een opening in een ondoordringbaar scherm passeert.

## Gevolg van golfvoortplanting
Diffractie is een kenmerkend effect van golfvoortplanting, voorbeelden van diffractiegolven en -fenomenen zijn: 
- geluidsgolven:
  - geluiddiffractie,
- lichtgolven en andere elektromagnetische golven: 
  - licht (lichtdiffractie),
  - röntgenstraling (röntgendiffractie),
- deeltjesgolven: 
  - elektronen (elektronendiffractie),
  - neutronen (neutronendiffractie),
  - atomen op een kristalvlak (bragg-diffractie, poederdiffractie).

Het is waarneembaar als de afmetingen van de obstakels klein zijn ten opzichte van de golflengte. De afbeelding toont twee relatief nauwe spleten in een scherm, waarachter de golven alle richtingen op buigen.
Naarmate de openingen breder zijn, kan de golfvoortplanting steeds beter met stralentheorie beschreven worden, zodat we spreken van geometrische optica.

## Toepassing
Diffractie wordt op verschillende manieren gebruikt:
- Diffractie van geluid is een alledaags verschijnsel. De frequenties van geluidstrillingen zijn van de orde van 1000 Hz, zodat hun golflengte van de orde van 0,1 à 1 m is. Het geluid vertoont bij alle voorwerpen van die afmetingen diffractie. Daarom zullen van een geluidsbron de hoge tonen altijd het gemakkelijkst afgeschermd kunnen worden.
- Diffractie van lichtgolven aan een tralie wordt in de spectroscopie gebruikt om golven van verschillende golflengten van elkaar te scheiden.
- Diffractie van golven met een golflengte die ongeveer even groot is als de afstand tussen atomen kan worden gebruikt om de structuur van (poly)kristallijne materialen (kristalstructuur) in kaart te brengen met behulp van diffractiepatronen. Daarmee wordt het mogelijk het materiaal te karakteriseren. De relatie tussen de golflengte, diffractiehoek en afstand tussen deeltjes wordt beschreven met de wet van Bragg.
- De kleuren die verschijnen als gebundeld licht op een cd valt, worden ook veroorzaakt door diffractie: een cd gedraagt zich als een reflectietralie.
- De afbeeldingsscherpte van een optisch systeem zoals een objectief of een telescoop wordt wegens de eindigheid van de golflengte altijd door diffractie begrensd. Zie hiervoor ook het artikel over de airy-schijf.

## Theorie
Een algemene, 'strenge' diffractietheorie werd opgezet door Augustin Fresnel. Die theorie maakt gebruik van de fresnelintegraal. Deze strenge theorie is sindsdien aanzienlijk uitgewerkt, waaraan meestal zeer gecompliceerde wiskunde te pas komt.

Bij buiging binnen afmetingen die groot zijn ten opzichte van de rayleighafstand is de eenvoudiger theorie van Joseph von Fraunhofer toepasbaar. Deze maakt gebruik van de fouriertransformatie in een tweedimensionaal afbeeldingsvlak.

## Fresneldiffractie, fraunhoferdiffractie
Als de invallende lichtbundel divergeert, dat wil zeggen vanuit een nabijgelegen bron komt, spreekt men van fresneldiffractie. Komt het licht van een ver weg gelegen bron, zodat de bundel evenwijdig is, dan spreekt men van fraunhoferdiffractie.

## Diffractie bij zeegolven

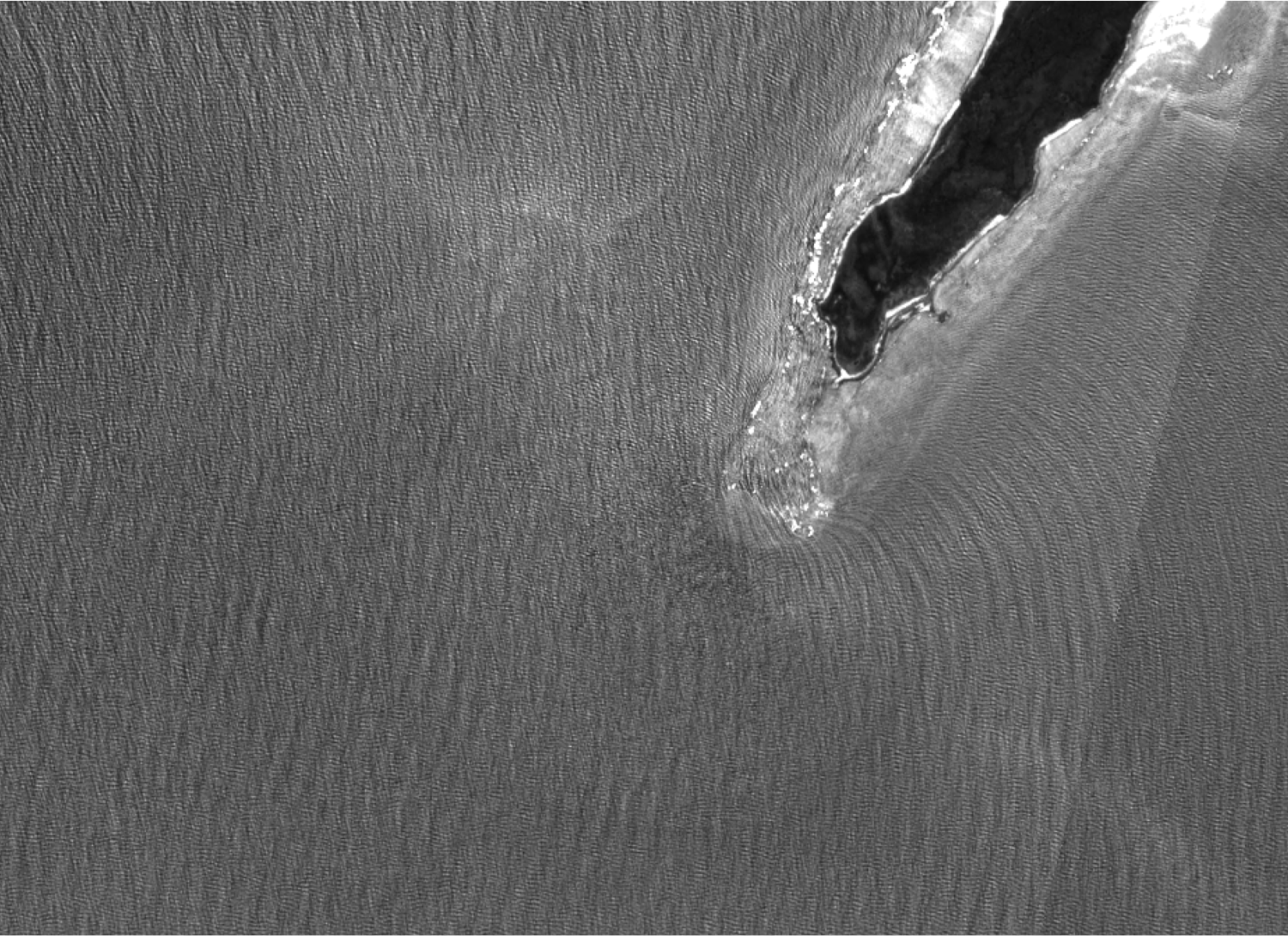
diffractie bij Dorre Island, Australië

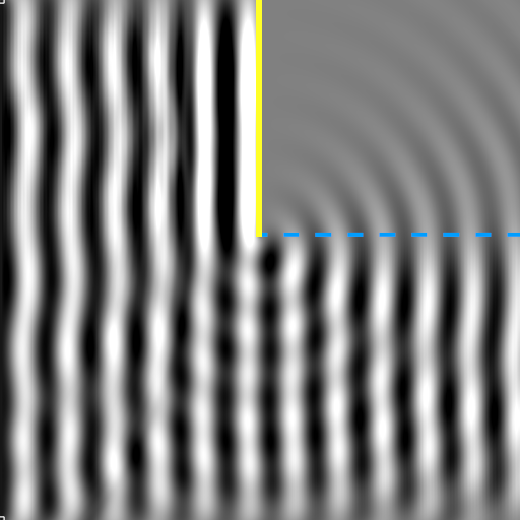
Diffractie bij een golfbreker

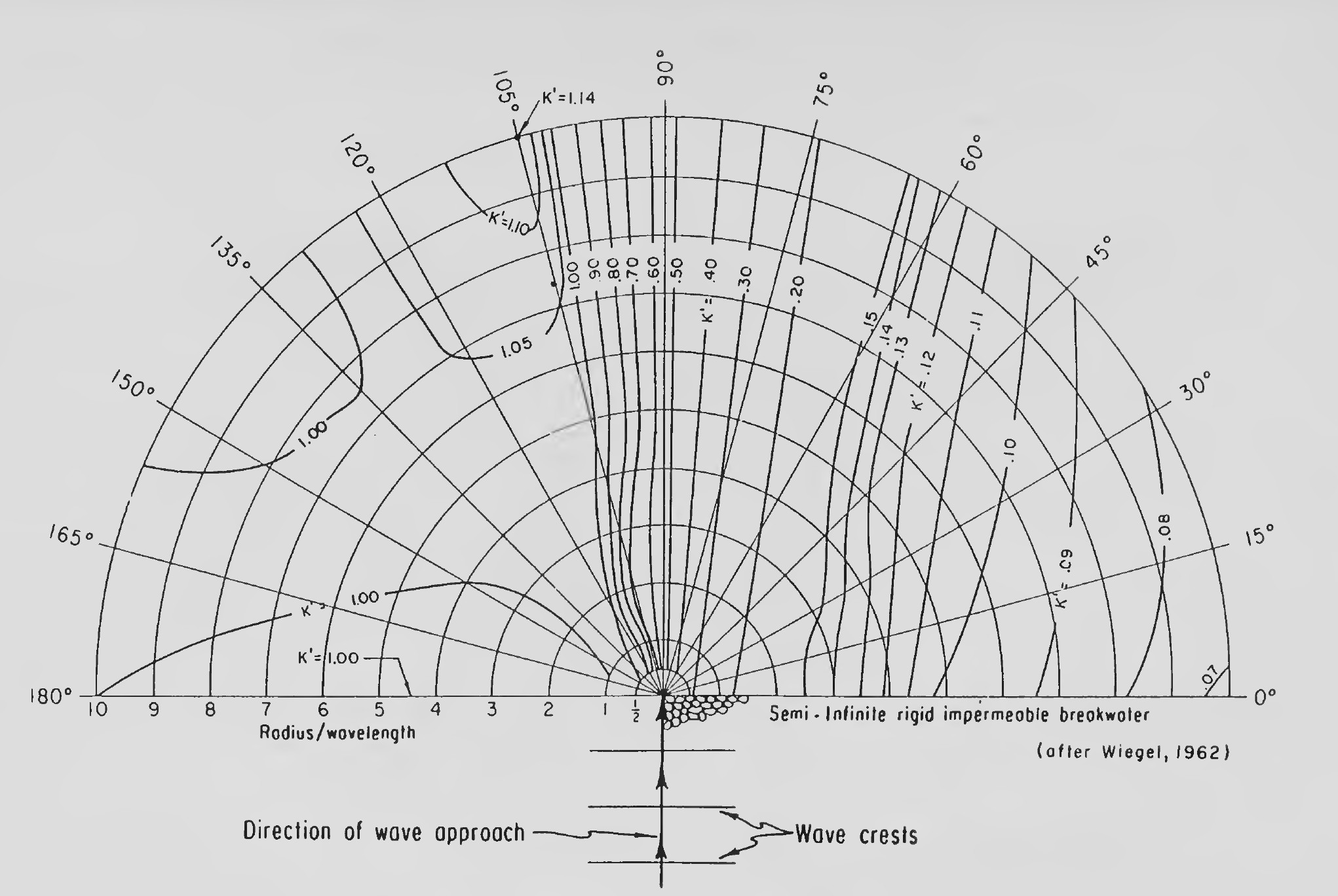
Diffractie diagram voor loodrecht invallende regelmatige golven

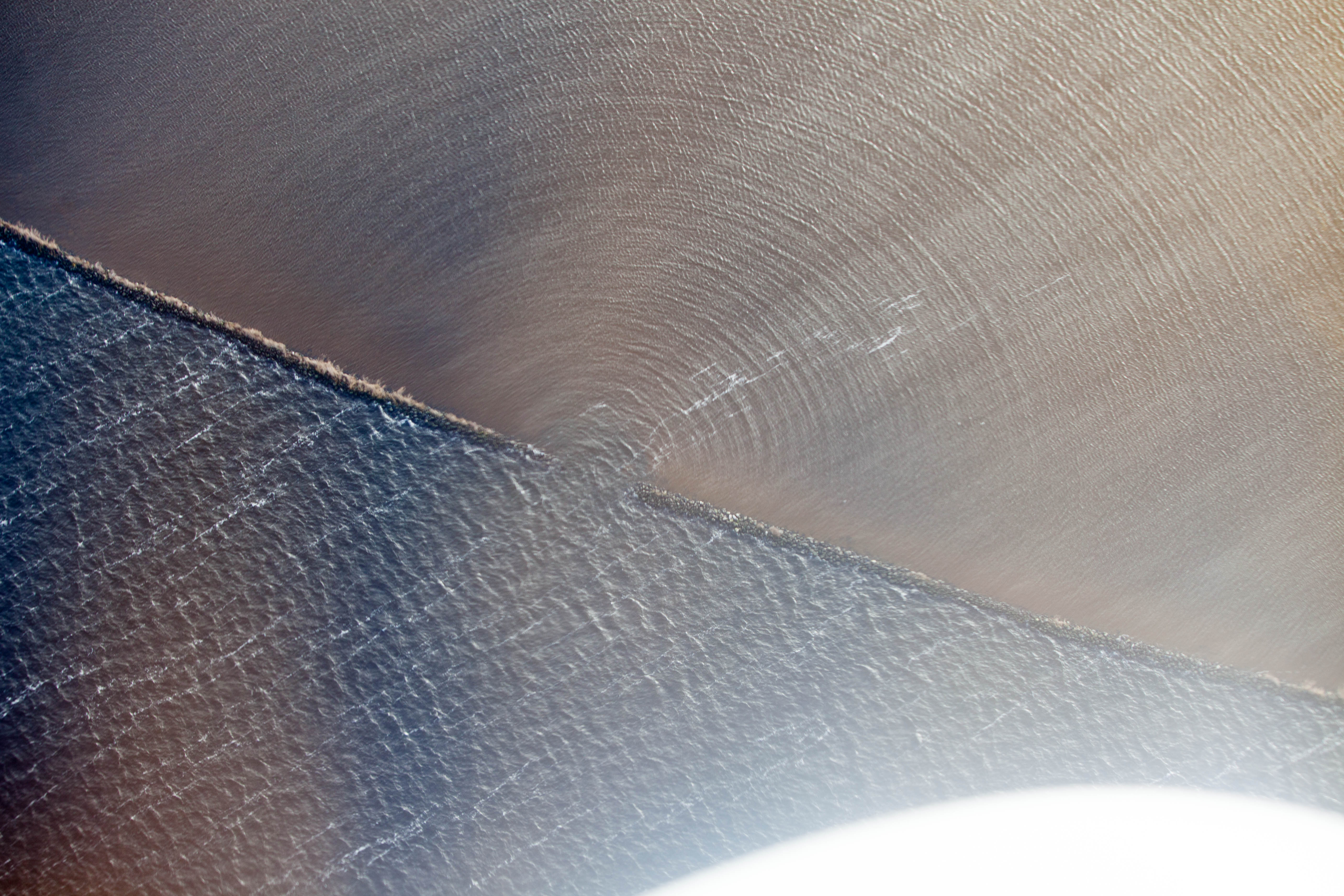
Diffractie door een smalle opening

Bij obstakels op zee, bijv. bij een golfbreker of een kaap buigen de golven cirkelvormig rond dat obstakel. Hierdoor verandert de golfrichting en vermindert de golfhoogte. De golfperiode verandert hierdoor niet. Bij het ontwerpen van waterbouwkundige constructies is het belangrijk om goed met diffractie rekening te houden. In de laatste figuur is een beeld gegeven van de diffractie bij een golfbreker (de gele lijn in de figuur). Achter de golfbreker ontstaat een cirkelvormig patroon, de golven zijn hier veel lager dan de golven links van de golfbreker. Op de schaduwlijn (de blauwe lijn) is de golfhoogte ongeveer de helft van de inkomende golfhoogte. De golfhoogte buiten de diffractiezone (dus aan de onderkant van de figuur) is iets lager dan de oorspronkelijke golfhoogte, maar dat reductiegebied is heel klein. Berekening van diffractie bij golfbrekers is lastig, omdat de meeste simpele modellen van een vaste golfperiode uitgaan (en niet van een energiespectrum), er geen richtingsspreiding zeewaarts van de golfbreker aangenomen wordt, en de waterdiepte in het gehele gebied constant verondersteld wordt.
Voor regelmatige golven bij havendammen en of openingen bestaan ontwerpgrafieken waarop de diffractiecoëfficient kan worden afgelezen. {\displaystyle K_{r}={\frac {H_{1}}{H_{0}}}} waarin {\displaystyle H_{0}} is de golfhoogte buiten de golfbreker en {\displaystyle H_{1}} de golfhoogte achter de golfbreker.. Deze grafieken worden geschaald op basis van de golflengte. In bijgaand voorbeeld van diffractie achter een golfbreker is de horizontale schaal in eenheden van (lokale) golflengte.